# がんばれ太平洋ライオンズ
『かんばれ太平洋ライオンズ』（がんばれたいへいようライオンズ）は、1973年6月18日から同年9月21日まで福岡放送で放送されていた太平洋クラブライオンズ（現・埼玉西武ライオンズ）の応援番組である。

## 概要
この番組は、前日の試合の様子や選手のインタビュー、視聴者からの質問に答える形で進行。放送時間は17:35からの5分間だった。
最高視聴率は5.2%。